# Chuột Vacanti
Chuột Vacanti là tên gọi chỉ về một con chuột thí nghiệm với công trình cấy "lỗ tai người" lên lưng con chuột này để nhờ nuôi hộ và trông giống tai người. Từ thành công này, sẽ tiếp tục tìm ra các bước đột phá mới, tiến gần hơn tới việc tạo ra một lá gan nhân tạo.

## Lịch sử
Năm 1995, tiến sĩ Charles Vacanti cùng các đồng nghiệp ở Tổng y viện Massachusetts của Mỹ khai triển một kỹ thuật ghép sụn mới cho các bệnh nhân và đối tượng thí nghiệm là loài chuột. Những "tai" thực sự là một cấu trúc sụn tai hình phát triển bởi mầm tế bào sụn bò vào một khuôn tai hình phân hủy và sau đó cấy vào dưới da của chuột và ghép vào lưng của một con chuột và kết quả thu được là một cái tai người mọc lên trên cơ thể con vật. Điều đáng nói là cái tai này không đảm đương được chức năng của một cái tai bình thường vì nó không nghe được gì. Song kết quả thí nghiệm chứng tỏ rằng các mô sụn có thể được ghép vào cơ thể để thay thế những mô sụn bị tổn thương hoặc thực hiện một chức năng nào đó theo ý muốn của nhà khoa học.